# Wappen Tongas
Das aktuelle Wappen Tongas stammt aus dem Jahr 1862.
Es wurde von Prinz Uelongatoni Ngu Tupou entworfen und ist seitdem das Staatswappen von Tonga. Es entspricht dem Wappen des Königshauses.

## Beschreibung
Das Wappen Tongas zeigt einen geviertelten, von goldenen Ornamenten umrahmten Schild.
1. Im ersten, goldenen Feld stehen drei sechszackige silberne Sterne. Sie stehen für die drei Hauptinselgruppen Tongatapu, Haʻapai und Vavaʻu.
2. Im zweiten, roten Feld ist die Königskrone dargestellt, die das Königshaus symbolisieren soll.
3. Im dritten, blauen Feld fliegt eine weiße Taube mit einem grünen Myrtenzweig im Schnabel. Sie steht für Frieden, Einheit und Christentum.
4. Im vierten, goldenen Feld kreuzen sich drei Schwerter. Sie stehen für die drei Königshäuser Tuʻi Tonga, Tuʻi Haʻatakalaua und Tuʻi Kanokupolu, von denen sich das herrschende Königshaus herleitet.
5. Auf dem silbernen Herzschild liegt ein weißer sechszackiger Stern mit einem roten Kreuz darauf. Dieses Kreuz ist identisch mit dem Kreuz im Gösch der Staatsflagge und symbolisiert den Staat als Ganzes.

Diese Gestaltung wiederholt sich leicht verändert in der Königlichen Standarte.
Hinter dem Schild stehen zwei Staatsflaggen.
Über dem Schild schwebt eine Königskrone, um die sich ein Kranz von Maizweigen windet, der die Judikative zu Zeiten vor dem Königreich sowie das Königshaus mit Gottes Gnade symbolisiert.
Das Motto auf dem Spruchband lautet in tongaischer Sprache:
„Ko e ʻOtua mo Tonga ko hoku Tofiʻa.“
(„Gott und Tonga sind mein Erbe.“)

## Sonstige staatliche Wappen

Wappen des Parlaments von Tonga